# Лопатино (Бежаницкий район)
Лопатино — деревня на юго-западе Бежаницкого района Псковской области. Входит в состав сельского поселения Кудеверская волость.
Расположена на Бежаницкой возвышенности, на северном берегу озера Ратное, в 4 км к югу от волостного центра Кудеверь и в 48 км к юго-западу от райцентра Бежаницы.
Численность населения деревни по состоянию на 2000 год составляла 15 жителей.